# Raymond Castilloux
Raymond Castilloux (* 23. November 1934 in Paspébiac, Québec; † 24. September 2010 Maria (Québec)) war ein US-amerikanischer Radrennfahrer.

## Sportliche Laufbahn
Castilloux war im Straßenradsport aktiv. Er stammte aus Kanada, absolvierte seine schulische Ausbildung in den Vereinigten Staaten und wurde später US-Staatsbürger. Er arbeitete dort als Stahlarbeiter in Buffalo. Er war Teilnehmer der Olympischen Sommerspiele 1964 in Tokio. Im olympischen Straßenrennen kam er nicht ins Ziel. Für die Spiele hatte er sich mit dem Sieg im US-amerikanischen Olympiaausscheidungsrennen qualifiziert. In der Nähe von Buffalo betrieb Castilloux später einen Fahrradladen.